# Plantarum Americanarum fasciculus primus
Plantarum Americanarum fasciculus primus (abreviado Pl. Amer.) es un libro con ilustraciones y descripciones botánicas que fue escrito conjuntamente por el botánico y médico holandés Johannes Burman y Charles Plumier. Fue publicado en Ámsterdam en 10 fascículos en los años 1755-60, con el nombre de Plantarum Americanarum fasciculus primus[-decimus]: continens plantas, quas olim Carolus Plumierius, botanicorum princeps detexit, eruitque, atque in insulis Antillis ipse depinxit / Has primum in lucem edidit, concinnis descriptionibus, & observationibus, aeneisque tabulis illustravit Joannes Burmannus ....

## Publicación
- Fascículo n.º 1: i-viii, 1-16, tt. 1-25, 25*. 27 Dec 1755;
- Fascículo n.º 2: i, 17-37, tt. 26-50. 8 Feb 1756;
- Fascículo n.º 3: i, 39-64, tt. 51-75. 4 Jun 1756;
- Fascículo n.º 4: i, 65-87, tt. 76-100. 26 Oct 1756;
- Fascículo n.º 5: i, 89-116, 116 bis, tt. 101-125. 8 Feb 1757;
- Fascículo n.º 6: i, 117-142, tt. 126-150. 22 Aug 1757;
- Fascículo n.º 7: i, 143-168, tt. 151-175. 28 Mar 1758;
- Fascículo n.º 8: i, 169-194. tt. 176-201. 20 Jun 1758;
- Fascículo n.º 9: i. 195-220, tt. 202-226. 20 Mar 1759;
- Fascículo n.º 10: i, 221-262, [1-4], tt. 227-262. post 15 Feb. 1760.